# 村上清 (柔道)
村上 清（むらかみ きよし、1950年7月8日 - ）は、京都府出身の日本の柔道家。段位は8段。

## 人物
柔道は中学に入ってから近所で柔道をやっていた人物に、「おまえは体がデカイから柔道に来い」と言われて、無理やり道場に連れて行かれたことがきっかけで始めた。洛南高校に進むと、3年の時には京都府代表として国体に出場した。天理大学時代は大きな実績を残していない。ただ、普段の練習ではそんなに差がなかった同級生の藤猪省太が1971年の世界選手権中量級で優勝した際には、「なんで藤猪が国際大会に出れて、俺が出られないんだろう」と思ったという。
大学を卒業後は祖父が会長を務めていた近江鉄道に就職したものの、今まで柔道ばかりやってきたことから事務の仕事に馴染めず、僅か半年で退職するに至った。そんな時に天理大学へ合宿に来ていたフランスチームから2年契約でコーチの誘いを受けて、1974年にはフランスへ渡ることになった。最初のうちは言葉も生活習慣もわからず、ただ柔道の練習相手になっているだけの状態に、「何がコーチや！」と憤りも感じていた。しかし、そのうち慣れてきて選手の育成も軌道に乗り始めた。その後、契約の延長を持ちかけられると、本格的なコーチになることを決めた。フランスではコーチになるためには国家資格が必要なために、各種の試験を受けることになった。1978年になって国家資格を取得したことで、ナショナルチームの正式なコーチになった。
1988年のソウルオリンピックでは71kg級のマルク・アレクサンドルを金メダルへ導いた。また、この当時ジュニアの有望選手とみなされていた、後のオリンピック金メダリストである95kg超級のダビド・ドゥイエにも基礎をみっちり叩き込んでいたという。その後女子ナショナルチームの監督に就任すると、1992年のバルセロナオリンピックでは48kg級のセシル・ノバックと61kg級のカトリーヌ・フローリに金メダルをもたらした。とりわけノバックに関しては、ライバルの田村亮子を徹底して研究した成果が現れた。1990年8月にまだ国際的には無名だった城香中学3年生の田村が日本代表選手団の一員としてフランス遠征した時の練習試合で、トップレベルの選手を軽く投げ飛ばすなど5戦5勝の活躍をしたことに衝撃を受けた村上は、収録していた田村の試合のビデオを徹底的に分析することになった。その結果、動きがとても早い分、技を仕掛けて戻る際に重心がふらつく弱点を見出した。バルセロナオリンピックの決勝で田村と対戦したノバックもその分析に基づいて、田村が技を仕掛けた直後を狙って巧みに踵返で効果を奪うなどして勝利することになった。
1993年に帰国するとミキハウスのコーチに就任した。そこで所属選手の衛藤由佳を徹底的に鍛え上げて、さらなる打倒田村を果たすための秘密兵器として養成することになった。しかしながら、1994年の選抜体重別決勝で衛藤は、予想以上の成長を遂げていた田村の前に合技であっけなく返り討ちされた。
ミキハウスのコーチを5年ほど務めた後は、全柔連の強化課長などを経て、2009年には事務局長に就任した。しかし、2013年には女子柔道強化選手への暴力問題に端を発した、全柔連を巡るセクハラやパワハラ、助成金の不正受給・不正流用といった一連の不祥事の責任を取る形で事務局長を辞任した。さらには、全柔連自体からも去ることになった。2014年には講道館の評議員をも辞任するに至った。
一方で、日本チアリーディング協会の国際局長になった。
2015年からはIJF会長のマリウス・ビゼールの要請を受けて、ここのところ低迷しているイタリアナショナルチームの全権を掌握するゼネラルマネージャーに就任することになった。2020年の東京オリンピックまでが任期だという。
イタリアに着任した当初、道場内は靴や椅子が散らかりまくっているなど荒れ放題だったが、まずはその点から整頓していった。また、この当時のヘッドコーチがナポリ出身者だったために、実力の伴わないナポリの選手が代表に優先される依怙贔屓が罷り通っていたが、そういった選手たちを代表から外す処置を施した。するとヘッドコーチが抗議の辞任をして、Twitter上で『60過ぎたじいさんに何ができる！』『高額な給料払って』などと悪口雑言を浴びせてきたりもした。それにもめげず熱心に指導に取り組むと、選手たちの意識にも変化が生じてきたという。2016年のリオデジャネイロオリンピックでは僅か1年前まで世界ランキングが188位で、オリンピック前のランキングでも29位に過ぎなかった伏兵のファビオ・バシレがイタリアの男子選手としてジュゼッペ・マッダローニ以来16年ぶりの金メダル、女子52kg級でもオデッテ・ジュフリーダが銀メダルをそれぞれ獲得するなど大きな成果を示して、「奇跡を起こした男」、「マエストロ」と絶賛されることとなった。
東京オリンピック後にはハンガリーナショナルチームを指導することになった。